# Airco DH.18
Die  Airco DH.18 war ein einmotoriges Verkehrsflugzeug des britischen Herstellers Aircraft Manufacturing Company. Es war das erste Flugzeug, das Geoffrey de Havilland von Anfang an für den zivilen Luftverkehr entwarf.

## Geschichte
Der Prototyp, G-EARI, flog erstmals Anfang 1920. Drei verbesserte Maschinen DH.18A wurden anschließend von der ersten britischen Luftfahrtgesellschaft, der Aircraft Transport and Travel Limited, die im Besitz von Airco-Gründer George Holt Thomas war, im Liniendienst eingesetzt.
1921 stellte AT & T den Betrieb ein und gab ihre drei DH.18A an Instone Air Line ab, die noch eine vierte Maschine erwarb. Dieses Flugzeug, Registrierung G-EAWO, wurde 1922 an The Daimler Airway verchartert, aber bereits beim ersten Flug für den neuen Besitzer Opfer eines Frontalzusammenstoßes mit einer  Farman F.60 Goliath. Die verbliebenen drei DH.18 wurden 1923 aus dem Verkehr gezogen und verschrottet.

## Konstruktion
Die DH.18 war ein einmotoriger Doppeldecker mit hölzernem Rumpf und stoffbespannten Tragflächen. Das offene einsitzige Cockpit befand sich hinter der geschlossenen Kabine für acht Passagiere.

## Technische Daten

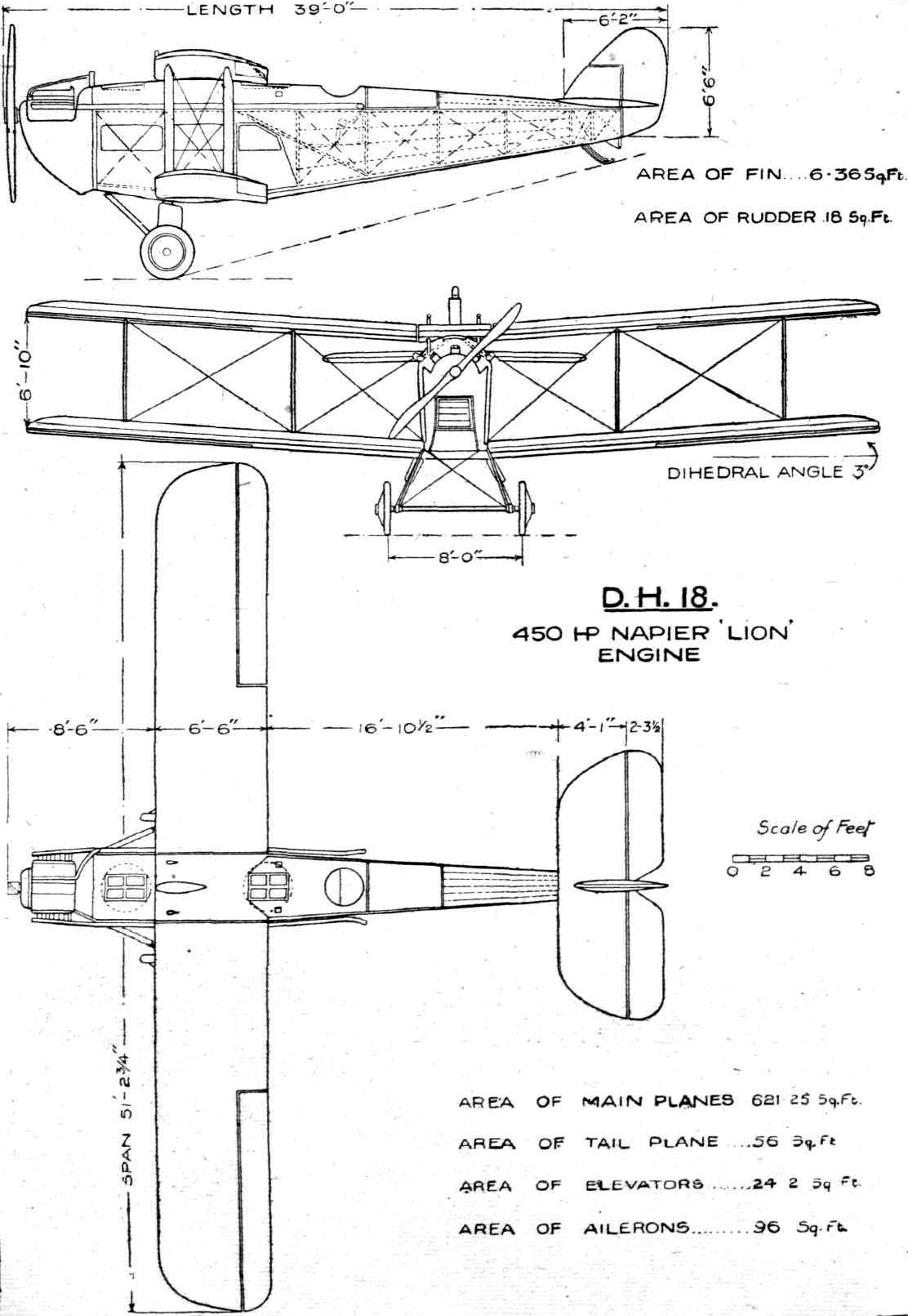
De Havilland DH.18

| Kenngröße  | Daten                                                       |
| ---------- | ----------------------------------------------------------- |
| Besatzung  | 1                                                           |
| Passagiere | 8                                                           |
| Länge      | 11,89 m                                                     |
| Spannweite | 15,62 m                                                     |
| Startmasse | 3228 kg                                                     |
| Reichweite | 644 km                                                      |
| Triebwerke | ein 12-Zylinder-Y-Motor Napier Lion mit 450 PS (ca. 330 kW) |